# Dante Manno
Dante Manno (Roma, 17 settembre 1911 – Roma, 4 aprile 1996) è stato un illustratore e pittore italiano nonché autore di celebri manifesti cinematografici.

## Biografia
Allievo e amico dello scultore Duilio Cambellotti, inizia la sua attività di cartellonista cinematografico già da prima della Seconda guerra mondiale firmando tra gli altri, assieme a Delfo Previtali, come Manno Previtali, quello per il film francese atterraggio di fortuna e uno dei manifesti de i 3 aquilotti; nel dopoguerra lavora occasionalmente per lo Studio Favalli e realizza tra gli altri quelli di Riso amaro ed Europa '51. Dopo un'estesa produzione di manifesti cinematografici, realizzati principalmente per la Lux Film, abbandona l'attività di cartellonista nei primi anni Sessanta per dedicarsi esclusivamente alla pittura da cavalletto.